# Tristania (género)
Tristania é um género botânico pertencente à família Myrtaceae..